# Comuna Nîkîforivți, Nemîriv
Nîkîforivți (în ucraineană Никифорівці) este o comună în raionul Nemîriv, regiunea Vinnița, Ucraina, formată din satele Luka și Nîkîforivți (reședința).

## Demografie
Componența lingvistică a satului Nîkîforivți
     Ucraineană (95,5%)
     Rusă (4,29%)
     Alte limbi (0,11%)
Conform recensământului din 2001, majoritatea populației satului Nîkîforivți era vorbitoare de ucraineană (95,5%), existând în minoritate și vorbitori de rusă (4,29%).